# DB-Baureihe VT 10.5
Die Baureihe VT 105 umfasste zwei Anfang der 1950er Jahre entwickelte Gliederzüge. Die Züge verkehrten unter den Namen Senator (Tageszug) und Komet (Nachtzug). In ihrer Bauart wiesen sie gemeinsame Baugruppen auf, wie zum Beispiel die Antriebsanlage, unterschieden sich aber auch in Vielem. Ein dritter Zug für den Verkehr der Deutschen Bundespost war geplant, wurde aber nie gebaut.

## Voraussetzungen und Planung
Deutsche Bundesbahn (DB), Deutsche Schlafwagen- und Speisewagengesellschaft (DSG) und Deutsche Bundespost hatten gemeinsam ein Interesse an der Entwicklung modernen Schnellverkehrs. Die Politik der jungen Bundesrepublik Deutschland hatte ein Interesse daran, die technische Leistungsfähigkeit ihrer Industrie darzustellen. So wurde die Möglichkeit des Baus von Gliedertriebzügen 1951 im wissenschaftlichen Beirat des Bundesverkehrsministeriums besprochen und im Frühjahr 1952 fanden sich fünf „namhafte Industriefirmen“ zusammen, um baureife Pläne zu erstellen. Die Entscheidung fiel gegen eine Adaption der spanischen Talgo-Technik aus, da diese lokomotivbespannten Züge in den damals im Netz der Deutschen Bundesbahn noch zahlreich vorhandenen Kopfbahnhöfen betrieblich unvorteilhaft erschienen. Vielmehr sollten es Triebwagen sein, die in beiden Fahrtrichtungen gleichermaßen einsatzfähig waren. Das Büro des Schnellverkehrs-Pioniers Franz Kruckenberg war bei der Entwicklung anfangs eingebunden. Kruckenberg nutzte seine Erfahrungen aus dem Bau des Schienenzeppelins und des SVT 137 155, um hohe Geschwindigkeiten durch extremen Leichtbau zu erzielen. Hinzu traten Erfahrungen aus dem Flugzeugbau des Zweiten Weltkriegs. Kruckenberg schied zum 30. Juni 1952 aus dem Planungsprozess aus. Kurz darauf lagen die Testergebnisse für die neuentwickelten einachsigen Drehgestelle des VT 10 501 vor und am 30. Juli 1952 wurde der Bau der beiden Züge grundsätzlich empfohlen. Ziel war:

„Gleiche Verkehrsleistung mit gleicher Sicherheit bei halbem Gewicht der Fahrzeuge ohne Erhöhung der Kapitalkosten.“

DB und DSG finanzierten je einen der beiden Züge. Da es Versuchszüge waren, wurde auch nur je ein Exemplar gebaut, was sich beim späteren Einsatz im Regelbetrieb sehr nachteilig auswirkte. Ab dem 30. Juni 1952 erstellten die Beteiligten die Baupläne und besorgten das Baumaterial. Der Bau begann im November 1952 und war Ende Mai 1953 abgeschlossen. Erste Fahrversuche wurden unternommen und die Züge ab dem 20. Juni 1953 auf der Deutschen Verkehrsausstellung 1953 präsentiert. Die beiden Triebwagen werden im Ausstellungskatalog nur kurz erwähnt, während der Triebwagen VT 08 von 1952 hervorgehoben vorgestellt wird. Allerdings wurde die Attrappe eines Motorwagens und ein Zwischenwagen der Baureihe VT 10.5 in Halle P gezeigt. Das lässt darauf schließen, dass die Entscheidung, die Züge auszustellen, erst sehr spät getroffen wurde.

## Technischer Aufbau

### Gemeinsamkeiten
Jeder Triebzug hatte zwei Triebköpfe und fünf, der Nachtzug später sechs, Mittelwagen. Die Triebköpfe besaßen zweiachsige Triebdrehgestelle. Sie waren 17.850 mm, die Mittelwagen nur 12.200 mm lang und durch Faltenbälge miteinander verbunden. Die Außenhäute benachbarter Wagen bildeten bündig angebrachte Gummimembranen. Die geringe Länge der Wagen erlaubte es, die Fahrzeuge 20 cm breiter als gewöhnliche Schnellzugwagen zu bauen, ohne dass sie bei Bogenfahrten die Fahrzeugbegrenzungslinie verließen. Die Züge besaßen, erstmals bei der DB, Klimaanlagen und geschlossene Toilettensysteme mit einer Fäkaliensammelanlage, so dass Toiletten auch beim Stehen des Zuges in Bahnhöfen benutzt werden durften. (Im Übrigen besaßen Eisenbahnfahrzeuge damals nur „Plumpsklos“.)
Jeder Triebkopf war mit zwei MAN-Dieselmotoren für Omnibusse, Typ D 1548 G mit je 118 kW Leistung ausgerüstet. Die Entwickler gingen davon aus, dass dies günstiger sei, als eine Eigenentwicklung für eine nur kleine Fahrzeugserie. Später wurde die Leistung auf 154 kW je Motor erhöht. Die Ursprungsversion war damit 120 km/h schnell, die spätere Version ermöglichte 160 km/h, was betrieblich aber nicht ausgenutzt wurde. Für die Stromversorgung des Zuges waren zwei weitere Lkw-Dieselmotoren von jeweils 92 kW Leistung eingebaut. Die Kraftübertragung erfolgte hydraulisch mit einem mechanischen Viergang-Getriebe. Die Motoren und Getriebe bildeten Maschinensätze, die innerhalb von zwei Stunden ausgewechselt werden konnten, ohne dass dazu eine Werkstatt aufgesucht werden musste.

### VT 10 501
Der von Linke-Hofmann-Busch gebaute VT 10 501 wurde von der DB betrieben. Je zwei Mittelwagen verfügten über eine gemeinsame Einzelachse, eine Neuentwicklung nach einem Entwurf von Kruckenberg. Die beiden Wagenkästen, denen sie diente, waren so mit dem einachsigen Fahrwerk verbunden, dass dieses bei der Fahrt, insbesondere durch Bögen, immer exakt in der Mitte des Gleises lief. Diese Neuentwicklung wurde in einem Versuchszug aus umgerüsteten konventionellen Wagen zunächst getestet und erzielte hervorragende Messergebnisse.
Die Wagenkästen waren in geschweißter Schalenbauweise aus Aluminiumlegierungen erstellt, so dass sich pro Sitzplatz das sehr niedrige Gewicht von 920 kg ergab, das erst der ICE 3 wieder erreichte. Die Sitze waren in Großraumabteilen 2+1 mit Mittelgang angeordnet. Der breite Gang im Zug erlaubte einen freien Durchblick in den beiden Wagen-Paaren, die jeweils zu Großräumen zusammengekuppelt waren. Von einer Küche aus wurden Essen am Platz serviert.
| Wagen         | Beschreibung | Anmerkung |
| ------------- | --- | --- |
| Triebkopf a   | Führerstand, Maschinenraum, Gepäckraum, Abteil mit sechs Plätzen (später als Schreibabteil genutzt), ursprüngliches Schreibabteil (später Dienstabteil), Funksprechkabine, Garderobe, zwei Toiletten | Das Abteil mit sechs Plätzen wurde später als Schreibabteil genutzt, das ursprüngliche Schreibabteil, das sich als zu eng erwies, wurde Dienstabteil. |
| Mittelwagen c | 30 Plätze | |
| Mittelwagen d | 24 Plätze, Wäscheschrank, Garderobe, Kofferraum | |
| Mittelwagen e | zwei Kofferräume, zwei Garderoben, Küche, Anrichte, Vorratsraum, Toilette | |
| Mittelwagen f | 30 Plätze | baugleich mit Mittelwagen c |
| Mittelwagen g | 17 Plätze, Garderobe, Kofferraum, zwei Toiletten | |
| Triebkopf b   | 24 Liegesitze, Garderobe, Kofferraum, Maschinenraum, Führerstand | |

### VT 10 551

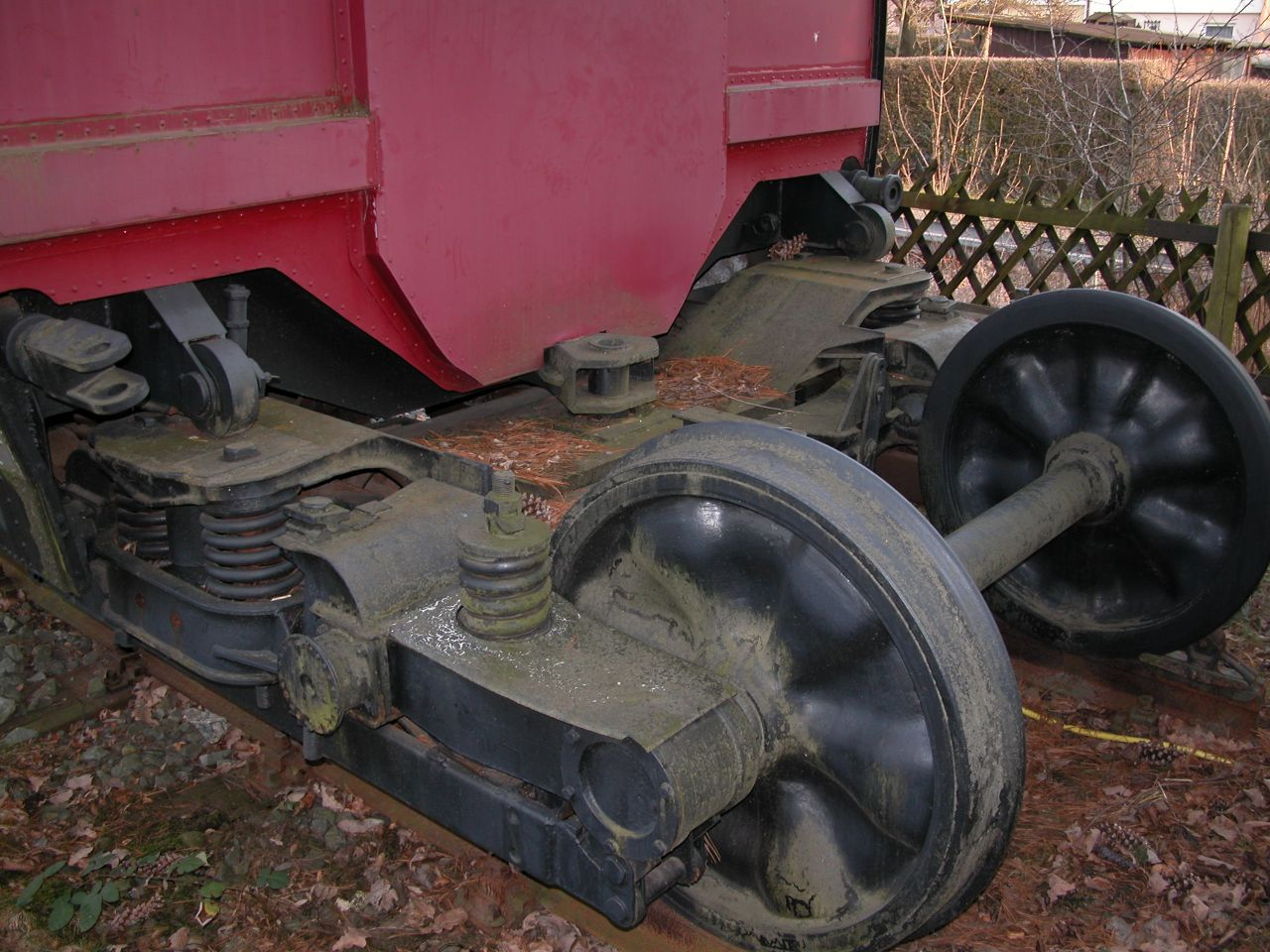
Jakobs-Drehgestell des Salon- und Mittelwagens VT 10 551i

Der von Wegmann in Kassel für die DSG gebaute Triebzug VT 10 551 war für den Nachtverkehr eingerichtet. 1954 wurde die Garnitur um einen Speisewagen und 1956 um den Salonwagen VT 10 551i ergänzt. Anders als beim VT 10 501 waren die Mittelwagen über zweiachsige Jakobs-Drehgestelle miteinander verbunden. Die Wagenkästen waren in kombinierter Schalen-/Spantenbauweise mit genieteten Verbindungen hergestellt. Der Zug verfügte über Betten in Abteilen mit Seitengang. Hier standen die Betten quer zur Fahrtrichtung. In Einzelbelegung wurden diese für Reisende in der (alten) 1. Klasse angeboten, in der Doppelbelegung (zwei Betten übereinander) für Reisende der (alten) 2. Klasse. Weiter gab es Einzelabteile, die beidseits eines Mittelgangs angeordnet waren. Diese sowie die in einem der Triebköpfe angebotenen Schlafsessel konnten mit Fahrkarten der (alten) 2. Klasse benutzt werden. Der Zug wurde 1955 durch die DB übernommen.
| Wagen         | Beschreibung                                                                                 | Anmerkung |
| ------------- | -------------------------------------------------------------------------------------------- | --- |
| Triebkopf a   | Führerstand, Maschinenraum, Gepäckraum, Dienstabteil, 5 Einbett-Abteile, Toilette, Waschraum | |
| Mittelwagen c | 4 Zweibett-Abteile mit Toilette, Waschraum, 2 DSG-Dienstabteile, Kofferraum                  | Der Wagen wurde 1956 zum Halbsalonwagen umgebaut. |
| Mittelwagen d | 4 Zweibett-Abteile mit Toilette, 2 Kofferräume                                               | |
| Mittelwagen i | 1 Zweibett-Abteil mit Bad (Sitzbadewanne), Salon                                             | Nachträglich bestellt und für Staatsfahrten in den Zug eingefügt, wobei dann – wegen der begrenzten Leistungsfähigkeit der Motoren – ein anderer Wagen aus dem Zug ausgereiht werden musste. |
| Mittelwagen h | Speiseraum mit 21 Plätzen                                                                    | Nachträglich bestellt und in den Zug eingefügt. |
| Mittelwagen e | 2 Einbett-Abteile, Küche mit Buffet und Bar                                                  | |
| Mittelwagen f | 9 Einbett-Abteile, Toilette, Koffer-, Wäsche- und Vorratsräume                               | |
| Mittelwagen g | 8 Einbett-Abteile, Dienstabteil, Waschraum, Koffer-, Wäsche- und Vorratsräume                | |
| Triebkopf b   | 12 Liegesitze in Großraum, Garderobe, Kofferraum, zwei Toiletten, Maschinenraum, Führerstand | |

Die Farbgebung des VT 10 551, der einen silbernen Wagenkasten, ein purpurrotes Fensterband und purpurrote Zierlinien über und unter dem Fensterband aufwies, nahm dabei bereits wesentliche Merkmale der sogenannten Pop-Lackierung der Deutschen Bundesbahn vorweg, einem von 1969 bis 1974 andauernden Farbexperiment.

## Betrieb
Bei der Anfahrt zur Deutschen Verkehrsausstellung 1953 musste die Fahrt des VT 10 501 zweimal wegen Heißläufern unterbrochen werden. Der VT 10 551 verließ die Verkehrsausstellung vorzeitig für eine Werbefahrt, die ihn bis Athen führte (siehe unten). Im Umfeld der Ausstellung kam es zu einer Reihe von Präsentationsfahrten, wobei die Züge betrieblich noch gar nicht zugelassen waren:
- 25. Juni 1953: Pressefahrt
- 9. Juli 1953: Fahrt für die Verkehrsminister der Länder
- 11. Juli 1953: Probefahrt für den Verwaltungsrat der DB
- September 1953: Fahrt für den Verwaltungsrat der Schweizerischen Bundesbahnen
- September 1953: Fahrt für die Generaldirektoren der europäischen Eisenbahnen.[Anm. 2]

Mehrfach wurden Probefahrten über die Strecke München–Frankfurt–Hamburg durchgeführt und für Fahrten in Steigung und Gefälle über die Geislinger Steige. Ein fahrplanmäßiger Einsatz zum Fahrplanwechsel am 3. Oktober 1953 kam – wegen der noch fehlenden Zulassung – nicht in Betracht. Vorsorglich wurde aber, sollte diese in der laufenden Fahrplanperiode noch gelingen, im Fahrplan eine Trasse mit dem Vermerk „Verkehrt nur auf besondere Anordnung“ vorgesehen.
Der ab 1954 durchgeführte planmäßige Einsatz war aus verschiedenen Gründen, unter anderem wegen technischer Probleme, oft nicht möglich. Konventionelle Ersatzzüge wurden ständig bereitgehalten. Für den fahrplanmäßigen Betrieb wären mindestens drei Einheiten von beiden Versionen des VT 105 erforderlich gewesen.

### VT 10 501
Der Tageszug VT 10 501 nahm mit dem Sommerfahrplan im Mai 1954 den fahrplanmäßigen Betrieb als Ft 41/42 Senator auf der Strecke Frankfurt (Main) Hauptbahnhof–Hamburg mit einem eintägigen Umlauf auf. Er war im Bahnbetriebswerk Frankfurt-Griesheim beheimatet.
Der Zug musste schon nach zweimonatigem Einsatz für fünf Monate in die Werkstatt. 1955 brachte er es auf nur 55 Einsatztage. Probleme bereitete unter anderem das sehr harte Fahrwerk, das den Fahrkomfort für Fahrgäste minderte. Im Dezember 1956 wurde er wegen der großen Störanfälligkeit aus dem planmäßigen Betrieb genommen. Zunächst gelangte der Zug zum Hersteller in Salzgitter und ab 1958 zum AW Nürnberg. Der Zug wurde am 12. Juni 1959 stillgelegt.

### VT 10 551

#### Fahrplanmäßiger Betrieb

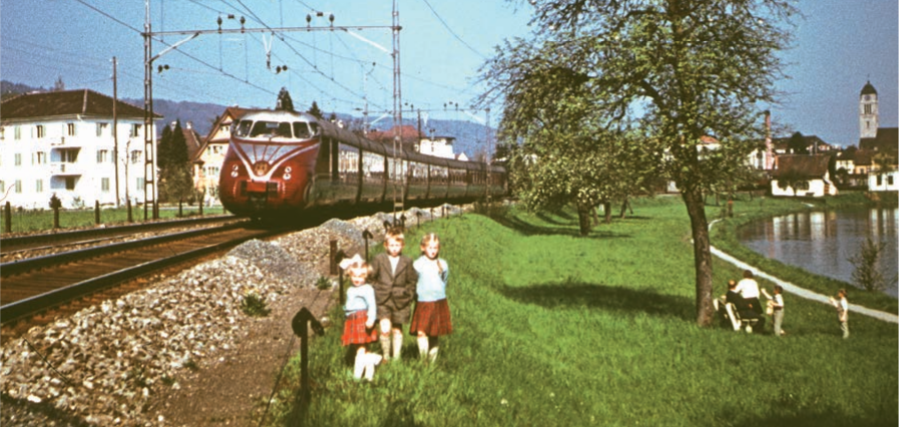
VT 10 551 als „Komet“ bei Dietikon im Kanton Zürich.

Der Nachtzug verkehrte als FT 49/50 „Komet“ ab dem 23. Mai 1954 in der Relation Hamburg–Basel, vom 22. Mai 1955 an sogar bis und ab Zürich HB. Da auch von dem Nachtzug nur eine Garnitur vorhanden war, konnte der „Komet“ nur jeden Tag eine der beiden Richtungen bedienen.
Die Fahreigenschaften des Fahrzeugs waren zwar gut, als nachteilig stellte sich jedoch das Konzept mit sechs Motoren pro Zug heraus. Dies verursachte hohe Wartungskosten. Die Tatsache, dass der Zug – pro Richtung – nur jeden zweiten Tag verkehrte, erwies sich für die Reisenden als schwierig. Deshalb beschloss die DB, das Fahrzeug zum Sommerfahrplan 1958 aus dem Verkehr zu nehmen. Als an den Triebköpfen Risse an der Außenhaut festgestellt wurden, geschah das jedoch bereits früher, zum 20. Oktober 1957.

#### Sondereinsätze
Bei den Sondereinsätzen des Zuges wurde, als er zur Verfügung stand, in der Regel der Salonwagen eingereiht. Die beiden Triebköpfe erhielten Halterungen für Standarten.
- Der VT 10 551 verließ die Deutsche Verkehrsausstellung vorzeitig für eine Versuchs- und Werbefahrt nach Griechenland.

- Vom 10. November bis zum 4. Dezember 1954 fuhr der VT 10 551 zum zweiten Mal nach Athen. An der Spitze einer Regierungsdelegation reiste Bundeswirtschaftsminister Ludwig Erhard nach Griechenland.[16] Dabei kam es auch zu einer Kollision mit einem Fuhrwerk auf einem Bahnübergang. Der Zug wurde aber nur leicht beschädigt. Nach Probeeinsätzen im Sommer 1954 nahm der Zug im Juli des gleichen Jahres den planmäßigen Verkehr wieder auf.[17][16]
- Vom 11. bis 24. Mai 1956 nutzte Bundespräsident Theodor Heuss den um den Salonwagen „i“ ergänzten Zug für einen Staatsbesuch in Griechenland, den ersten Auslands-Staatsbesuch eines deutschen Staatsoberhaupts nach dem Zweiten Weltkrieg. Der Bundespräsident war mit dem Salonwagen sehr zufrieden und machte noch einige Verbesserungsvorschläge.[16]
- Am 6. und 7. November 1956 nutzten Bundeskanzler Konrad Adenauer und seine Delegation den Zug[Anm. 3] für einen Besuch in Paris. Für diese Fahrt erhielt der Salonwagen eine Ausrüstung für den Zugpostfunk.[18]
- Am 1. Januar 1957 fuhr Konrad Adenauer anlässlich der Rückkehr des Saarlandes nach Deutschland mit dem VT 10 551 nach Saarbrücken.[18]

## Ende

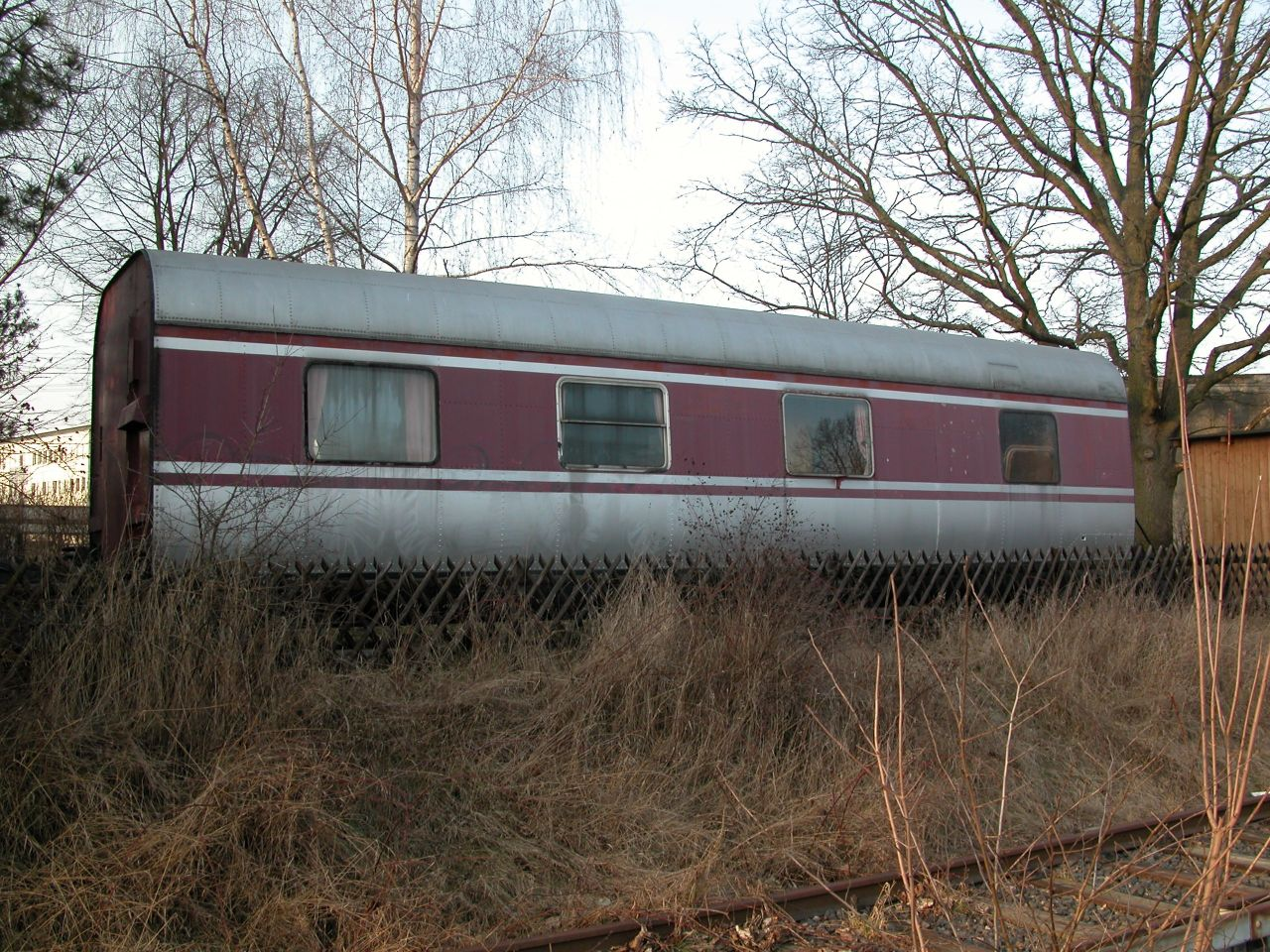
Der erhaltene Salonwagen VT 10.551i

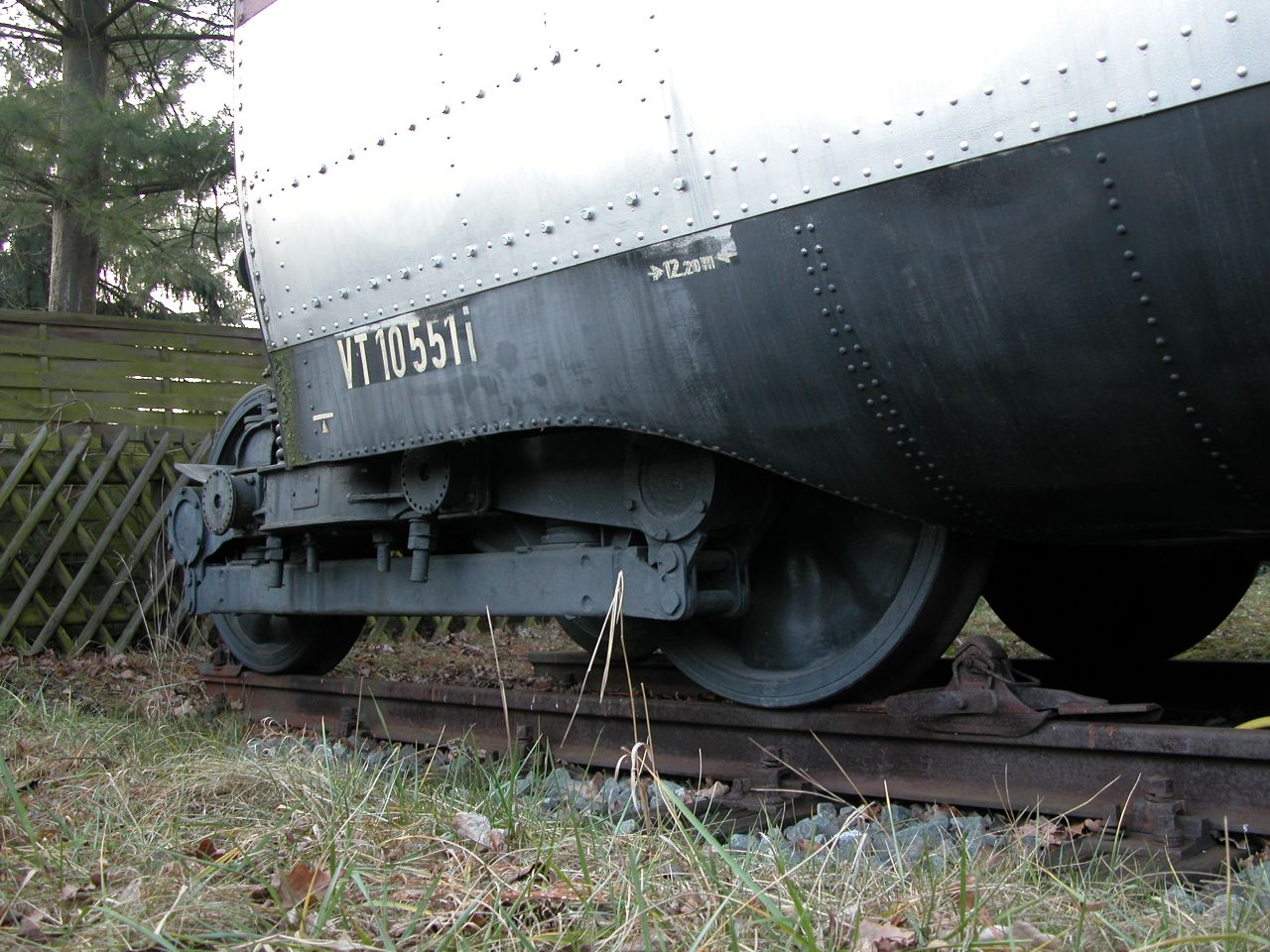
Fahrzeugbezeichnung am erhaltenen Salonwagen

Beide Züge wurden am 20. Dezember 1960 ausgemustert. Viele Erfahrungen aus Bau und Betrieb der Baureihe VT 105 flossen in den Bau der TEE-Triebzüge VT 11.5 ein. Der VT 10.5 wurde 1962 im Ausbesserungswerk München-Freimann zerlegt.
Der Salon- und Mittelwagen VT 10 551i ist erhalten. Er wird von den Nürnberger Eisenbahnfreunden als Clubheim genutzt. Nachdem er jahrelang im östlichen Vorfeld des Nürnberger Hauptbahnhofes stand, steht er heute neben dem Bahnhof Nürnberg-Stein an der Bahnstrecke Nürnberg–Crailsheim.